# (13783) 1998 UJ20
(13783) 1998 UJ20 là một tiểu hành tinh vành đai chính. Nó được phát hiện bởi Seiji Ueda và Hiroshi Kaneda ở Kushiro, Hokkaidō, Nhật Bản, ngày 20 tháng 10 năm 1998.